# Вишневское (озеро)
Ви́шневское (бел. Ві́шнеўскае) — озеро на северо-западе Беларуси, в бассейне реки Страча (приток Вилии), в группе Свирских озёр. Расположено на территории Вилейского района Минской области в 32 километрах северо-западнее города Вилейка, на границе Мядельского района Минской области и Сморгонского района Гродненской области. Площадь 9,97 км², длина 4,38 км, наибольшая ширина 3,52 км. Наибольшая глубина 6,3 метра, средняя 2 метра, длина береговой линии 13,6 км, объём воды 19,79 млн м³. Площадь водосбора 56,2 км².

## Строение котловины
Котловина остаточного типа, округлой формы, слегка вытянута с юго-запада на северо-восток. Склоны высотой 2—3 метра, поросшие сосновым лесом. Северо-восточный склон представлен озовой грядой. Береговая линия плавная, почти не образует заливов и полуостровов. Берега в восточной, северной и западной части низкие, частично заболоченные и закустаренные; на юге — обрывистые, высотой около метра. Пойма шириной 5—50 метров хорошо выражена вдоль всей береговой линии и почти повсеместно заболочена и закустарена. Дно плоское, до глубины 1,5 метра выстлано песком и глинами, глубже — сапропелями.

## Водный режим
Приходная часть водного баланса озера состоит из притока поверхностных вод по нескольким ручьям и мелиоративным каналам, на южных берегах отмечены выходы грунтовых вод. На севере вытекает река Смолка, которая соединяет Вишневское озеро с озером Свирь. Озеро можно отнести к проточным — смена всего объёма воды происходит в течение полутора лет.
Эвтрофного типа. Более половины площади озера занято водной растительностью. В западной части преобладает рогоз узколистный вместе с тростником и хвощём. Северо-западную и юго-восточную часть озера занимает рдест курчавый. Из растений с плавающими листьями распространена кубышка и рдест плавающий.

## Использование
Озеро интенсивно используется человеком. Оно служит водоприёмником болотных вод с мелиорируемых участков водосбора. Вода используется населением для бытовых нужд, водопоя скота. Широко развит любительский лов. Ихтиофауна озера представлена щукой, карасем, окунем и плотвой, также Вишневское зарыблялось молодью сазана, угря и белого амура.
Озеро является крупным центром рекреации. На берегу базы отдыха «Вишневское» и «Станкостроитель», туристские стоянки «Коньково» и «Широкий ров». Созданы условия для занятий дайвингом. Имеется прокат лодок и катамаранов. Озеро входит в состав территории национального парка «Нарочанский».